# Salve D'Esposito
Salvatore D'Esposito, detto Salve (Sorrento, 9 agosto 1903 – Roma, 22 gennaio 1982), è stato un compositore e direttore d'orchestra italiano.
La sua fama è legata soprattutto alla canzone napoletana, in particolar modo a successi quali Me so' 'mbriacato 'e sole e Anema e core.

## Biografia

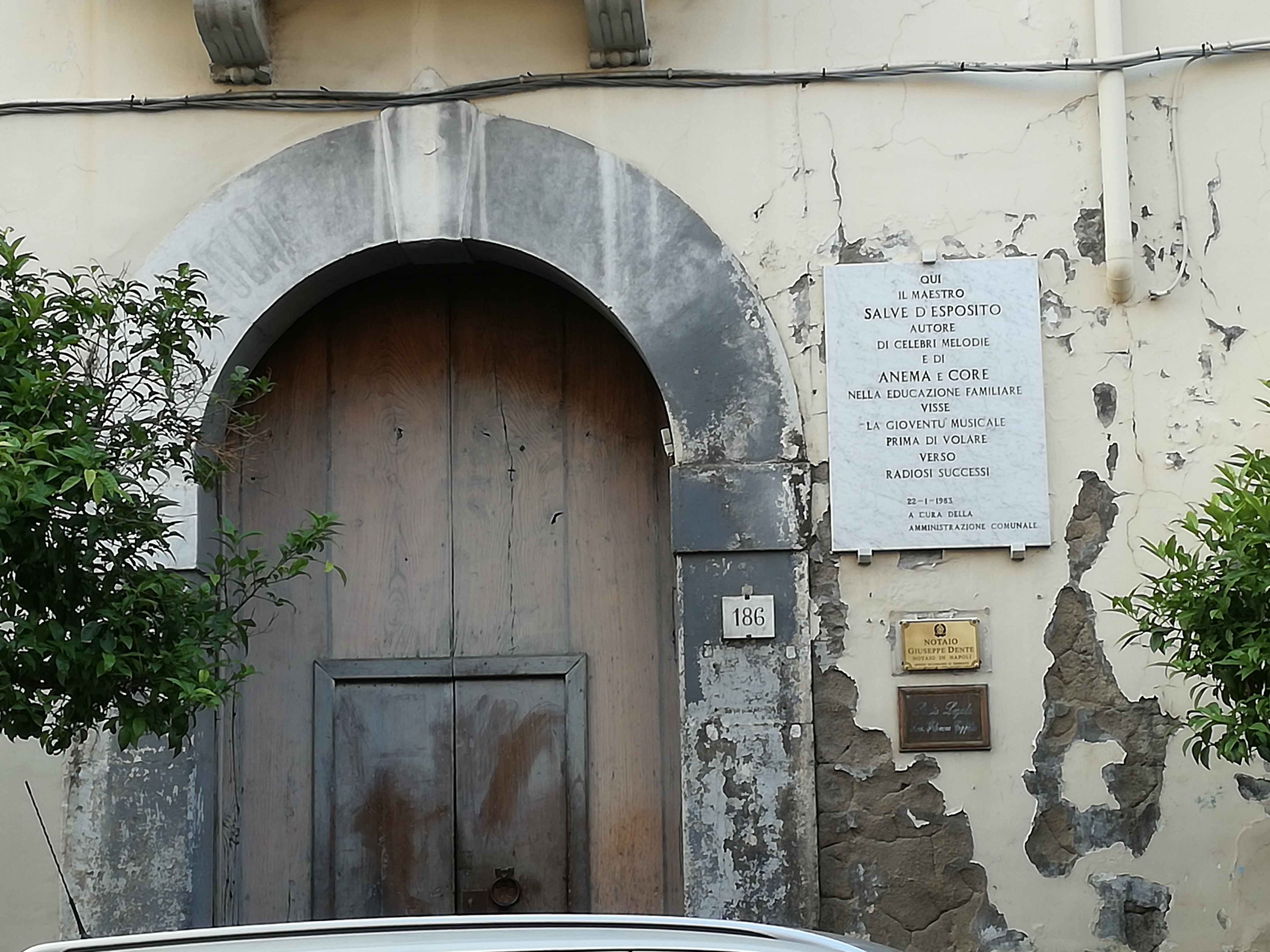
Casa natale di Salve D'Esposito a Sorrento

Diplomatosi presso il Conservatorio di San Pietro a Majella, Salvatore D'Esposito inizia la sua carriera negli anni venti, facendosi conoscere come concertista in Francia e in Inghilterra. Tornato in Italia nel 1930, si sposa con Giulietta e si stabilisce a Capri fino allo scoppio della guerra. Dal matrimonio con Giulietta nascono le sue due figlie, Luisa (1932) e Raffaella (1937).
A Napoli inizia la sua vita da concertista, diviene Direttore d’orchestra al Teatro San Carlo di Napoli con i Maestri Zandonai, Gino Neri, Coates, ottenendo un prestigioso riconoscimento Internazionale.
Nel 1942 Salvatore e la sua famiglia si trasferiscono a Roma, città in cui compone canzoni quali Ho interrogato gli astri, A Roma vojo annà e Ti regalo una canzone. Onorato dalla capitale con una targa in occasione della “Festa de' noantri” 22 Luglio 1973, durante la Festa dei Trasteverini; il musicista sorrentino vivrà a Roma per il resto della sua vita.
Negli ultimi anni quaranta, precisamente nel 1948, Salve D'Esposito incontra Clelia Matania, nota attrice di origine napoletana, la loro amicizia risaliva al periodo in cui Salvatore aveva soggiornato a Londra per i suoi concerti. Grazie a Clelia la quale fa incontrare Domenico Titomanlio, in arte Tito Manlio, un autore di testi musicali col quale Salve costruirà un fortunato sodalizio negli anni a venire. Proprio in quell'anno, infatti, i due artisti danno vita al loro primo successo musicale, dal titolo Me so 'mbriacato e sole: la canzone, lanciata a Sorrento dal cantante Antonio Basurto, si afferma ben presto anche all'estero e diventerà uno dei capisaldi della sua carriera.
Al 1950 risale invece la canzone Anema e core, uno dei brani più famosi e celebrati della coppia D'Esposito-Tito Manlio. Anche in questo caso si tratta subito di un grande successo, sia nazionale sia internazionale: la melodia, battezzata dal celebre tenore Tito Schipa, ne fa un autentico capolavoro; la canta alla radio, per la prima volta accompagnato da Salve D'Esposito e in seguito canterà "Me so mbriacato e sole", verrà cantata da un gran numero d'artisti, tanto in Italia quanto all'estero. Come il grande Beniamino Gigli amico di Salve d'Esposito con il quale si incontravano a Formia e precisamente sulla spiaggia di Vindicio e organizzavano concerti al Teatro Paone di Formia come Me so mbriacato e sole.
Con l'amico e cantante Roberto Murolo canterà e registrerà i successi di Anema e core, Me so 'mbriacato e sole, Trascuratella, Napoli Paradiso, Tradimento.
L’amore per il pianoforte e per le colonne sonore dei film lo hanno accompagnato per tutta la vita, si pensi che già da bambino al teatro Tasso di Sorrento accompagnava i film muti con il pianoforte, come riportano i giornali dell’epoca. Dal ’50 diventa un punto di riferimento per i giovani maestri dell’epoca come Ennio Morricone e Armando Trovajoli, inviati dalla casa discografica RCA Italiana  , per apprendere meglio le tecniche di sincronizzazione e colonne dei film. Sofia Loren, che studiava le canzoni per film come L’Oro di Napoli e Carosello Napoletano, si fermava spesso nella casa di Salve D’Esposito per perfezionare i brani che avrebbe poi cantato sul grande schermo.
La carriera di Salve s'avvalora di numerose collaborazioni. Compone Trascuratella e Napoli Paradiso, su versi del poeta Enzo Bonagura. Collabora col paroliere e poeta, Carlo Da Vinci per le canzoni A scalinata d'ò Vommero, Fili di paglia, Insonnia, Jurnata 'e festa, La ragnatela, Surriento è Ammore. Con Paturzo: N'ata canzone a Surriento. Con Ramaglia: Nun m'aspettà.
Nel 1959, in occasione del VII Festival della Canzone Napoletana, D'Esposito scrive con Tito Manlio una nuova melodia, Padrone d''o mare, che si aggiudica il secondo posto. Il collaudato binomio artistico Tito Manlio- D'Esposito, continua e si fortifica con altre belle composizioni, tra cui O bbene.
Negli anni cinquanta la carriera di Salve s'avvalora di numerose collaborazioni. Nel 1951 compone N'angelo e Trascuratella, su versi del poeta Enzo Bonagura. Il 1952 è l'anno della canzone Tradimento, composta da Salve e scritta dal regista Ettore Giannini. Del 1953 si ricorda Casarella 'e Pusitano, su versi del giornalista e critico d'arte Piero Girace. Fra il 1954 e il 1955 collabora col paroliere Nisa alle canzoni Campane napulitane, Ammore e sentimento e Cuncè vendetta. Agli stessi anni risalgono anche le collaborazioni con i poeti Pasquale Manzo, Carlo Da Vinci, Armando Ciervo e Riccardo Morbelli. Prosegue intanto il sodalizio con Tito Manlio, col quale Salve lavora a diversi brani: fra gli altri, si possono ricordare Felicità, Padrone d' 'o mare e Musica 'mpruvvisata.
Fra i tanti capitoli della carriera del Salve D'Esposito va menzionata l'amicizia con Óscar Wirth, proprietario dell'Hotel Hassler a Roma. Nell'albergo romano, in effetti, Salve trascorre buona parte dei suoi ultimi anni d'artista, componendo già nel 1963 una canzone dal titolo Hassler e dilettando amici e clienti dell'albergo con l'esecuzione di pregevoli melodie.